# Кримінальний розслідувач
«Кримінальний розслідувач» (кит: O記實錄; англ. The Criminal Investigator) — Гонконгський телесеріал, створений режисером і продюсером Джонатаном Чиком (кит: 戚其義).
Серіал містить 22 епізоди.
Прем'єра серіалу відбулася 3 липня 1995 року. Остання серія вийшла на екрани 29 липня 1995 року.